# Phrixgnathus clathratus
Phrixgnathus clathratus är en snäckart som först beskrevs av Gardner 1972.  Phrixgnathus clathratus ingår i släktet Phrixgnathus och familjen punktsnäckor. Inga underarter finns listade i Catalogue of Life.